# Phyllonorycter comparella
Phyllonorycter comparella là một loài bướm đêm thuộc họ Gracillariidae. Nó được tìm thấy ở Đức và Các quốc gia Baltic đến Tây Ban Nha, Sardinia, Sicilia, Hungary và Bulgaria và từ Đảo Anh đến trung tâm và miền nam Nga.
Sải cánh dài khoảng 8 mm.

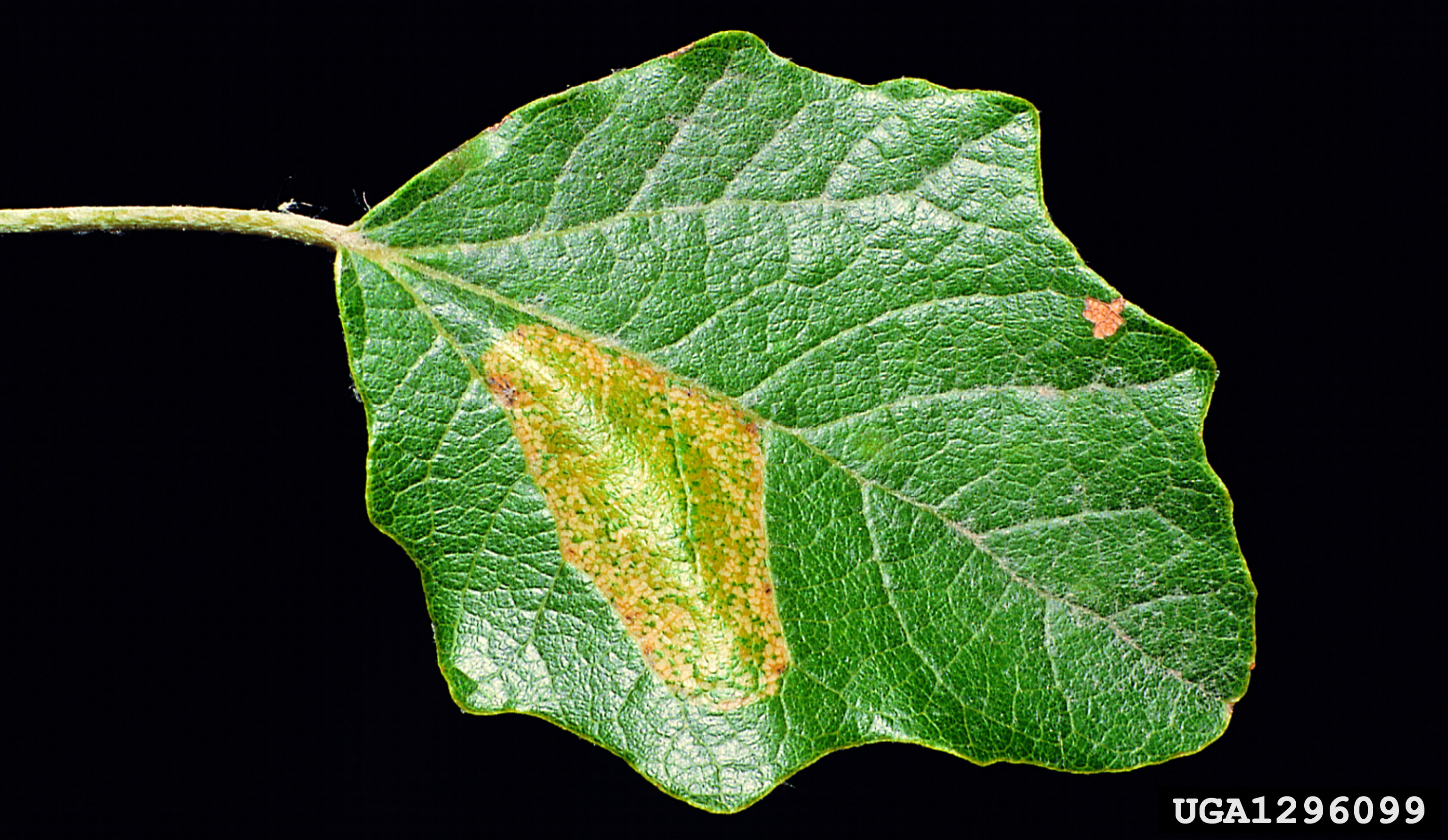
Damage

Ấu trùng ăn Populus alba, Populus canescens và sometimes Populus nigra. Chúng ăn lá nơi chúng làm tổ.